# Lucio Cinti
Lucio Constantino Cinti (La Plata, 23 de fevereiro de 2000) é um jogador de rugby sevens argentino.

## Carreira
Cinti integrou Seleção Argentina de Rugby Sevens nos Jogos Olímpicos de Verão de 2020 em Tóquio, quando conquistou a medalha de bronze após derrotar a equipe britânica por 17–12.